# Seira tongiorgii
Seira tongiorgii Tosi & Parisi, 1990, è una specie di Collembola scoperta nel 1989 nella Solfatara di Pozzuoli, nei Campi Flegrei. 
La specie possiede specifici adattamenti per sopravvivere in ambienti acidi e ricchi di zolfo; si ritiene che viva solamente nel luogo in cui è stata rinvenuta.